# Conopeum

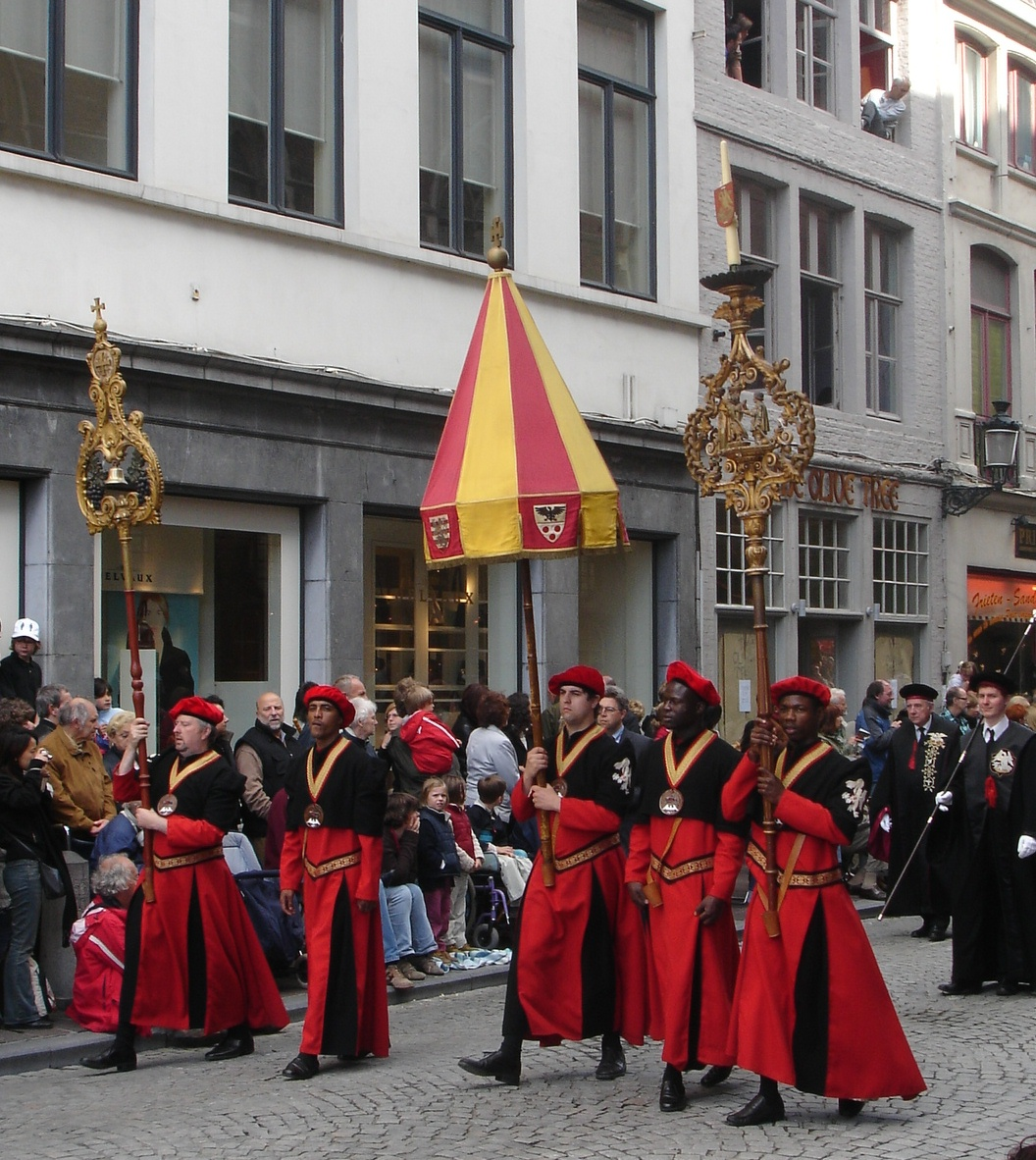
Conopeum van de Basiliek van het Heilig Bloed in Brugge met links het tintinnabulum

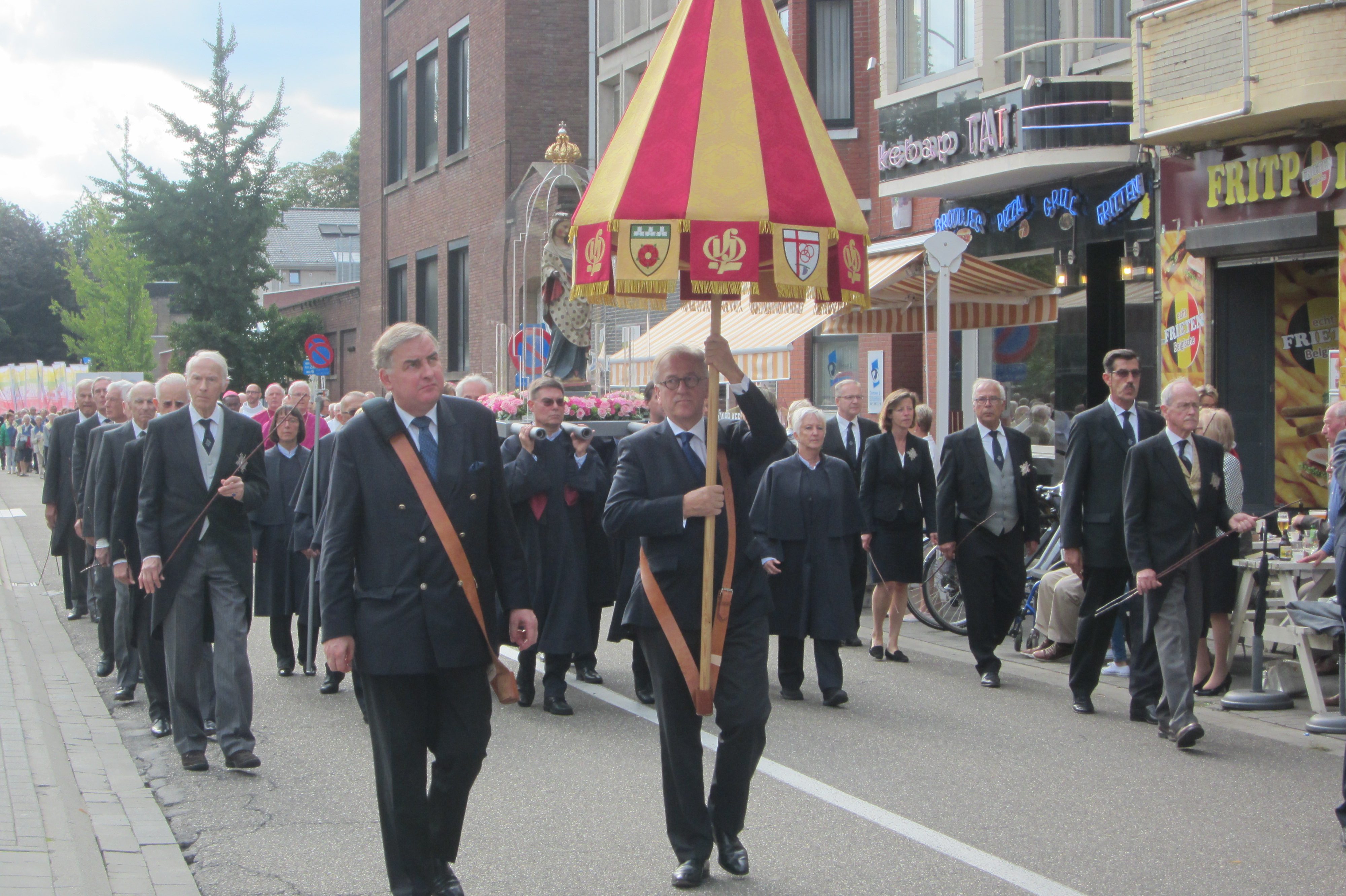
Conopeum van de Virga-Jessebasiliek rondgedragen tijdens de Virga Jesseommegang, Hasselt, 2017

Een conopeum of baldakijn is een weefsel dat in de oudheid in het oosten boven de rustbedden werd gehangen.
In de katholieke liturgie is het ofwel
- een mooie doek die over het tabernakel wordt gehangen als het Heilig Sacrament er in bewaard wordt (in Nederland meestal tabernakelvelum genoemd.) Soms wordt ook het altaarciborie conopeum genoemd, ofwel
- het zijden omhulsel van de ciborie, in Nederland meestal ciborievelum genoemd.

In een basiliek is het conopeum of umbrella een half dichtgeslagen zonnescherm (of paraplu) dat in processies wordt meegedragen achter het tintinnabulum.  Het conopeum bestaat uit rode en gele stroken van zijde (de oude pauselijke kleuren). Aan de onderkant staan wapens die verwijzen naar de paus, de kardinaal, de abt, de gemeente, de abdij, enz.
Aan conopeum en tintinnabulum kan men herkennen of een kerk de eretitel van 'basilica minor' (basiliek) heeft gekregen.  Ze staan aan weerskanten van het hoofdaltaar.